# 苅谷淳司
苅谷 淳司（かりや じゅんじ、1975年9月22日 - ）は、日本の元男子バレーボール選手。

## 来歴
岐阜県岐阜市出身。中学時点で身長が187cmあり、岐南工業高校からスカウトされ入学、バレーボール部に入部する。この時からバレーボールを始める。その後、日体大へ進学する。
1998年、日本たばこ産業(JT)に入社、JTサンダーズに入部する。同期に臺光章、河野裕輔、下田悟、齋藤学。2003-04シーズンではリーグ戦におけるブロック決定本数2位、2004-05シーズンでは3位に入る活躍をするなど、主力センターとして活躍した。2007年5月、チームの若返り方針に伴い引退、その後は社業に専念している。

## 所属チーム
- 岐阜県立岐南工業高等学校
- 日本体育大学
- JTサンダーズ（1998-2007年）